# Wollin (Fläming)
Wollin ist eine Gemeinde im Landkreis Potsdam-Mittelmark in Brandenburg. Sie gehört zum Amt Ziesar mit Sitz in der Stadt Ziesar an.

## Geografie
Die Gemeinde Wollin liegt im Westen des Landes Brandenburg. Sie grenzt unmittelbar südlich an die kreisfreie Stadt Brandenburg an der Havel, das Oberzentrum der Region. Durch die Gemeinde fließt das Verlorenwasser mit seinem Nebenfluss Briesener Bach westlich des Dorfes und die Temnitz im Osten. Das Verlorenwasser ist Nebenfluss der Buckau, die Temnitz Nebenfluss der Plane, die zur Havel entwässern. Teile der östlichen Gemarkung Wollin sind Teil des Freien Havelbruchs.
Wollins Nachbargemeinden sind im Uhrzeigersinn Wenzlow und Brandenburg an der Havel im Norden, Kloster Lehnin und Golzow im Osten, Bad Belzig im Süden und Gräben im Südwesten. Die Gemeinde liegt im Baruther Urstromtal und auf dem Nordhang des Flämings. Südlich des Dorfes liegt der Eichelberg.

## Gemeindegliederung
Zur Gemeinde Wollin gehören die Wohnplätze Brückermark, Friesdorf, Grüne Aue, Puffs Mühle und Ziegelei Friesdorf.

## Geschichte

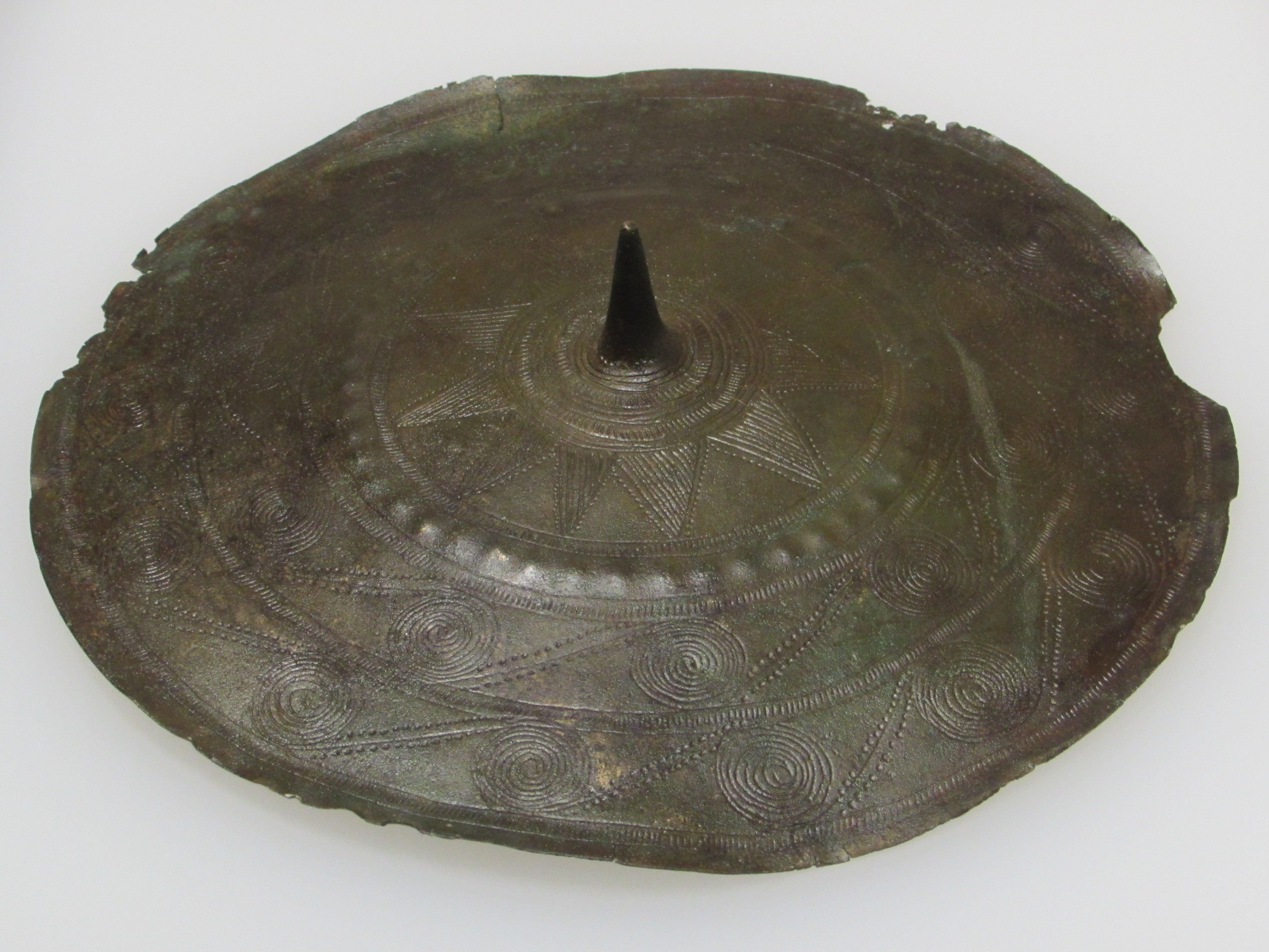
Bronzezeitliche Schmuckscheibe, Fundplatz Wollin, Archäologisches Landesmuseum Brandenburg

Wollin im Hochstift Brandenburg

Als erster Beleg für die Nennung in historischen Quellen ist eine Urkunde des brandenburgischen Markgrafen Otto V. vom 5. Januar 1372 anzusehen, in welcher das Dorf Wollin an den Bischof des Bistums Brandenburg übertragen wurde. Eine weitere Erwähnung fand Wollin in der Urkunde des Bischofs Dietrich III. am 3. Mai 1374. Wollin lag bis 1571 im Hochstift Brandenburg, dem Reichsfürstentum der Bischöfe, welches anschließend im Kurfürstentum Brandenburg aufging.
Wollin gehörte ab 1773 zum Ziesarschen Kreis im Herzogtum Magdeburg und ab 1806 in der Provinz Sachsen. 1826 wurde der Ziesarsche Kreis aufgelöst und Wollin gehörte in der Folge zum Landkreis Jerichow I mit Burg als Kreisstadt. Im Juli 1950 erfolgte die Umbenennung in Kreis Burg. Durch die DDR-Verwaltungsreform vom 23. Juli 1952 wurde Wollin eine Gemeinde im Kreis Brandenburg-Land des Bezirks Potsdam. Nach der Wende 1990 entschieden sich in einer Bürgerumfrage die meisten Wolliner Bürger für eine Zugehörigkeit zum Land Brandenburg und nicht zu Sachsen-Anhalt. Die letzte Veränderung gab es 1993 – Wollin liegt seitdem im Landkreis Potsdam-Mittelmark.

## Bevölkerungsentwicklung
| Jahr | Einwohner |
| ---- | --------- |
| 1875 | 857       |
| 1890 | 857       |
| 1910 | 857       |
| 1925 | 857       |
| 1933 | 829       |
| 1939 | 842       |

| Jahr | Einwohner |
| ---- | --------- |
| 1946 | 1 008     |
| 1950 | 1 003     |
| 1964 | 0 892     |
| 1971 | 0 838     |
| 1981 | 0 930     |
| 1985 | 0 906     |

| Jahr | Einwohner |
| ---- | --------- |
| 1990 | 886       |
| 1995 | 873       |
| 2000 | 956       |
| 2005 | 950       |
| 2010 | 909       |
| 2015 | 860       |

| Jahr | Einwohner |
| ---- | --------- |
| 2020 | 850       |
| 2021 | 846       |
| 2022 | 827       |
| 2023 | 828       |
| 2024 | 805       |

Gebietsstand des jeweiligen Jahres, Einwohnerzahl: Stand 31. Dezember (ab 1991). Ab 2011 auf Basis des Zensus 2011. Ab 2022 auf Basis Zensus 2022

## Politik

### Gemeindevertretung
Die Gemeindevertretung von Wollin besteht aus acht Gemeindevertretern und dem ehrenamtlichen Bürgermeister. Die Kommunalwahl am 26. Mai 2019 führte zu folgendem Ergebnis:
| Wählergruppe                      | Stimmenanteil | Sitze |
| --------------------------------- | ------------- | ----- |
| Einzelbewerber Siegfried Sehl     | 21,5 %        | 1     |
| Einzelbewerberin Inis Hartmann    | 12,1 %        | 1     |
| Freie Bürger und Bauern           | 08,4 %        | 1     |
| Einzelbewerber Falko Genth        | 08,0 %        | 1     |
| Einzelbewerber Jens Haase         | 08,0 %        | –     |
| Einzelbewerber Karsten Hübscher   | 07,1 %        | 1     |
| Einzelbewerberin Simone Brieseck  | 06,9 %        | 1     |
| Einzelbewerberin Gabi Tischer     | 06,9 %        | 1     |
| Einzelbewerber Alexander Baier    | 06,4 %        | 1     |
| Einzelbewerber Dennis Kutz        | 05,9 %        | –     |
| Einzelbewerber André Wündrich     | 05,7 %        | –     |
| Einzelbewerberin Marita Thierling | 03,1 %        | –     |

Der Stimmenanteil von Siegfried Sehl entspricht zwei Sitzen. Daher bleibt nach § 48 (6) des Brandenburgischen Kommunalwahlgesetzes ein Sitz in der Gemeindevertretung unbesetzt.
Jens Haase kandidierte sowohl als Gemeindevertreter als auch als Bürgermeister. Da er die Wahl zum Bürgermeister annahm, bleibt nach § 60 (3) des Brandenburgischen Kommunalwahlgesetzes sein Sitz in der Gemeindevertretung ebenfalls unbesetzt.

### Bürgermeister
- 1998–2003: Peter Seeger[12]
- 2003–2008: Theodor Tschursch[13]
- 2008–2019: Gunar Wildemann[14]
- seit 2019: Jens Haase[15]

Haase wurde bei der Bürgermeisterwahl am 9. Juni 2024 ohne Gegenkandidat mit 56,0 % der gültigen Stimmen für eine weitere Amtszeit von fünf Jahren zum ehrenamtlichen Bürgermeister gewählt.

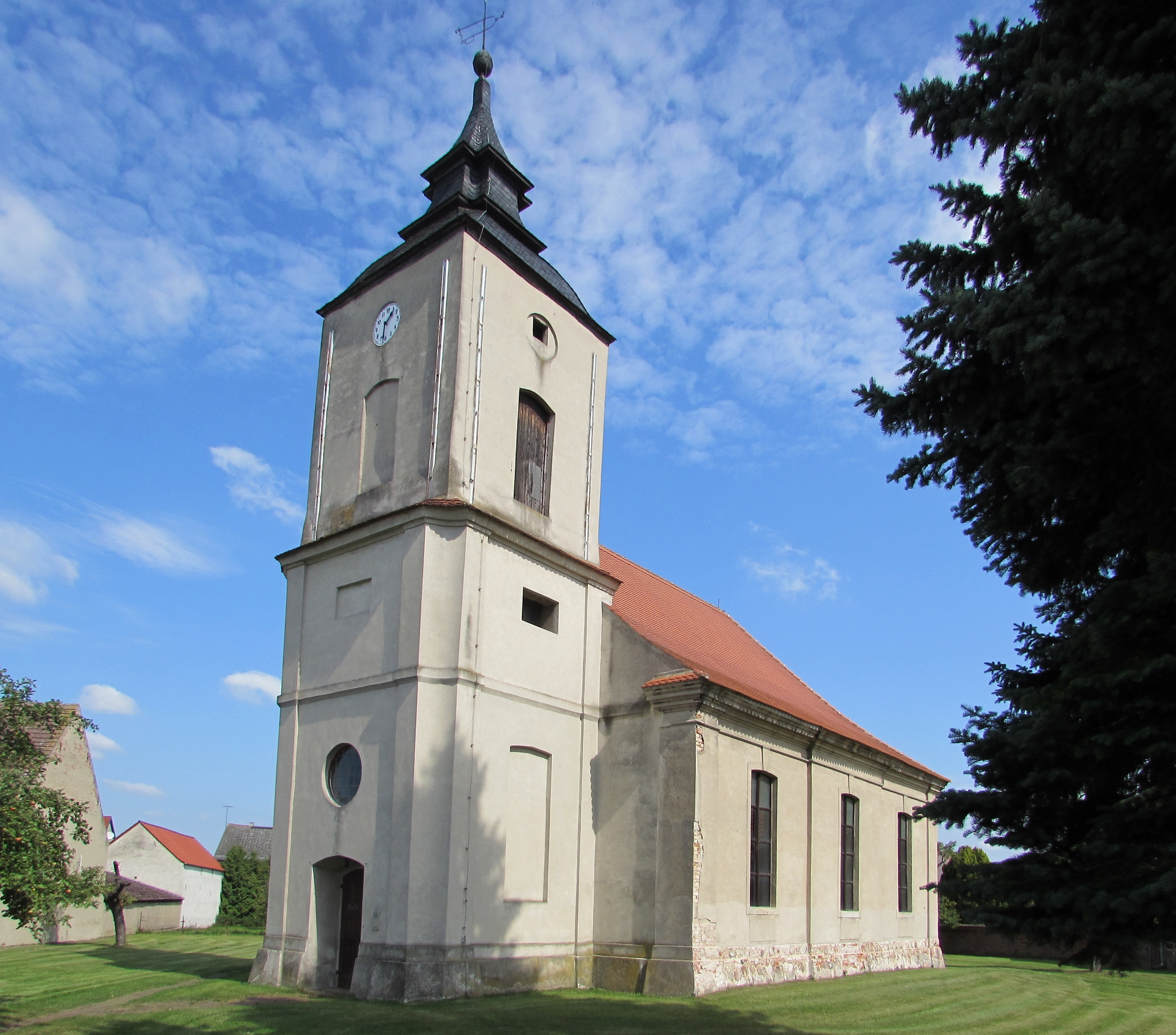
Dorfkirche Wollin

## Sehenswürdigkeiten
Die Dorfkirche und das Pfarrhaus sind denkmalgeschützt. Die Bodendenkmale sind in der Liste der Bodendenkmale in Wollin (Fläming) aufgeführt.

## Verkehr
Wollin liegt an der Landesstraße L 94 zwischen Görzke und Wenzlow. Durch das Gemeindegebiet führt die Autobahn A 2 (Ruhrgebiet–Berlin) mit der Anschlussstelle Wollin.

## Söhne und Töchter des Ortes
- Rudolf Zabel (1876–1939), Reiseschriftsteller
- Karl Gropler (1923–2013), SS-Unterscharführer, Kriegsverbrecher
- Horst Dieter (1930–2001), Althistoriker